# Бадя, Бела
Бела Бадя (рум. Bela Badea; род. 21 февраля 1969) — румынский шахматист, гроссмейстер (1999).
В составе сборной Румынии участник 2-х Олимпиад (1990 и 2000).

## Таблица результатов
| Год  | Город    | Турнир         | + | − | = | Результат | Место |
| ---- | -------- | -------------- | - | - | - | --------- | ----- |
| 1990 | Нови-Сад | 29-я олимпиада | 4 | 2 | 2 | 5 из 8    |       |
| 2000 | Стамбул  | 34-я олимпиада | 1 | 2 | 4 | 3 из 7    |       |
|      |          |                |   |   |   | из        |       |

## Изменения рейтинга
| Графики недоступны из-за технических проблем. См. информацию на Фабрикаторе и на mediawiki.org. |